# Спомен-гробље жртава бомбардовања Београда 1941. и 1944.
Спомен-гробље жртава бомбардовања Београда 1941. и 1944. део је Новог гробља у Београду, у непосредној близини Северног булевара. 

## Историја
Године 1966. формирано је Спомен-гробље страдалих у нацистичком (1941) и савезничком бомбардовању Београда (1944). Ауторка спомен-гробља је архитектка Милица Момчиловић. Двадесет девет мраморних плоча налази се на осам озиданих бетонских хумки, које подсјећају на ровове у којима су примарно сахрањивани пострадали. На посебним плочама исписана су имена 646 идентификованих жртава и подаци о 909 неидентификованих мушкараца, 393 жене и 59 дјеце.

## Галерија
- Дио Спомен-гробља гдје су сахрањене жртве нацистичког бомбардовања 1941. године
- Дио Спомен-гробља гдје су сахрањене жртве нацистичког бомбардовања 1941. године
- Jедна од спомен плоча са именима и презименима жртава бомбардовања
- Спомен-гробље жртава савезничког (1944.) бомбардовања Београда налази се уз један од зидова Врта сјећања
- Поглед на Спомен-гробље жртава савезничког (1944.) бомбардовања Београда и на зид Врта сјећања
- 2021. године, на 80. годишњицу нацистичког бомбардовања, код ове спомен плоче је положено више вијенаца, међу којима је и вијенац Савезне Републике Њемачке
- На годишњицу савезничког бомбардовања, 16. априла 2021. године, вијенац код спомен плоче је положио члан Градског вијећа, Владимир Јестратијевић [2]